# Tennis als Jocs Mediterranis de 2018
La competició de tennis dels Jocs del Mediterrani de 2018 de Tarragona es va celebrar entre el 26 i el 30 de juny al Club Tennis Tarragona. La primera aparició d'aquest esport en els Jocs del Mediterrani va ser a Nàpols 1963 a Itàlia.
La competició es va centrar en quatre categories, dues masculines (individual i dobles) i dues femenines (individual i dobles).

## Medaller per categoria
| Categoria  | Or                                           | Plata                                                    | Bronze                                      |
| Homes      |                                              |                                                          |                                             |
| Individual | Lamine Ouahab                                | Lucas Catarina                                           | Jacopo Berrettini                           |
| Dobles     | França · Alexandre Muller · Corentin Denolly | Tunísia · Anis Ghorbel · Mohamed Aziz Dougaz             | Turquia · İlhan Sarp Agabigun · Anıl Yüksel |
| Dones      |                                              |                                                          |                                             |
| Individual | Başak Eraydın                                | Fiona Ferro                                              | Veronika Erjavec                            |
| Dobles     | Turquia · Başak Eraydın · İpek Öz            | Bòsnia i Hercegovina · Nefisa Berberovic · Dea Herdzelas | Espanya · Marina Bassols · Eva Guerrero     |

## Medaller per país
| Posició | País                 | Or | Plata | Bronze | Total |
| 1       | Turquia              | 2  | -     | 1      | 3     |
| 2       | França               | 1  | 1     | -      | 2     |
| 3       | Marroc               | 1  | -     | -      | 1     |
| 4       | Bòsnia i Hercegovina | -  | 1     | -      | 1     |
| 4       | Mònaco               | -  | 1     | -      | 1     |
| 4       | Tunísia              | -  | 1     | -      | 1     |
| 7       | Espanya              | -  | -     | 1      | 1     |
| 7       | Itàlia               | -  | -     | 1      | 1     |
| 7       | Eslovènia            | -  | -     | 1      | 1     |
| Total   | Total                | 4  | 4     | 4      | 12    |